# Jack Findlay
 (mai 2020).
Si vous disposez d'ouvrages ou d'articles de référence ou si vous connaissez des sites web de qualité traitant du thème abordé ici, merci de compléter l'article en donnant les références utiles à sa vérifiabilité et en les liant à la section « Notes et références ».
Cyril John Findlay dit Jack Findlay est un pilote de vitesse moto australien né le 5 février 1935 à Mooroopna en Australie et mort le 19 mai 2007 à Mandelieu-la-Napoule, France.

## Biographie
Jack Findlay, figure majeure des Grands Prix moto dont la carrière se déroule entre 1961 et 1978, obtient son meilleur classement au championnat du monde avec le titre de vice-champion de la catégorie 500 cm3 en 1968, derrière l'imbattable Giacomo Agostini.
Il compte trois victoires en championnat du monde dans la catégorie 500 cm3, dont la mythique course du Tourist Trophy en 1973. Il remporte également le championnat de la catégorie 750 cm3 (incluse cette année-là dans le championnat d'Europe) en 1975.
Il est l'acteur principal du film Continental Circus du cinéaste Jérôme Laperrousaz (sorti en 1972 et relatant la saison 1969). Le film suit durant toute une saison de course Jack Findlay et retrace la vie d'un pilote privé dans l'univers des Grands Prix.
Après deux graves accidents en 1977 et 1978, Jack Findlay décide d'arrêter sa carrière. Il s'installe alors à Vaucresson près de Versailles et devient directeur technique auprès de la Fédération internationale de motocyclisme et délégué sur les Grands Prix.